# 東京都道442号北町豊玉線
東京都道442号北町豊玉線（とうきょうとどう442ごう きたまちとよたません）は、東京都練馬区を通る特例都道である。

## 起点・終点
- 起点 東京メトロ有楽町線地下鉄赤塚駅前（国道254号）
- 終点 豊玉南二丁目・関東バス豊玉南住宅バス停付近（東京都道318号環状七号線）

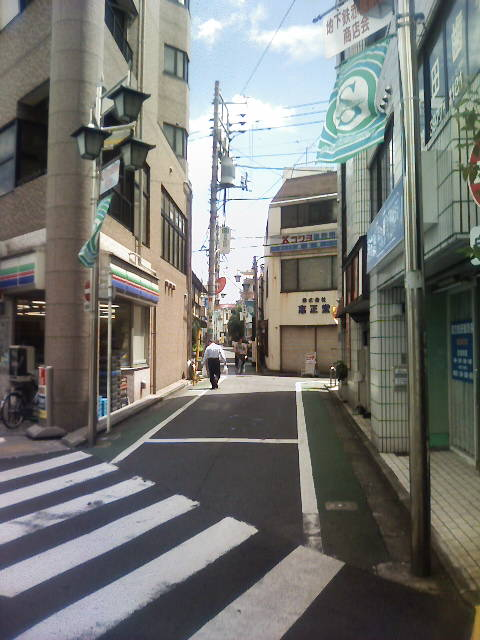
起点
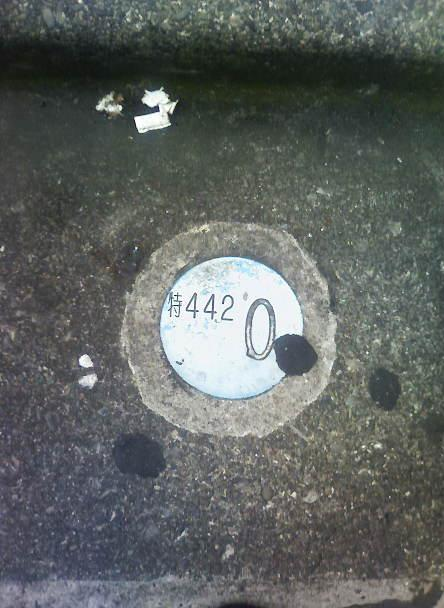
起点標
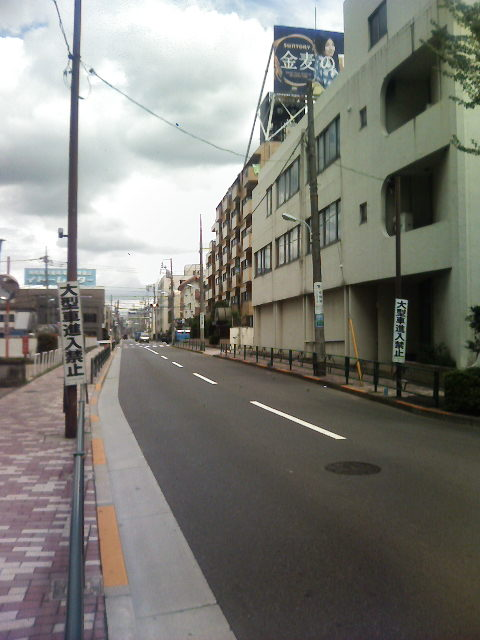
終点
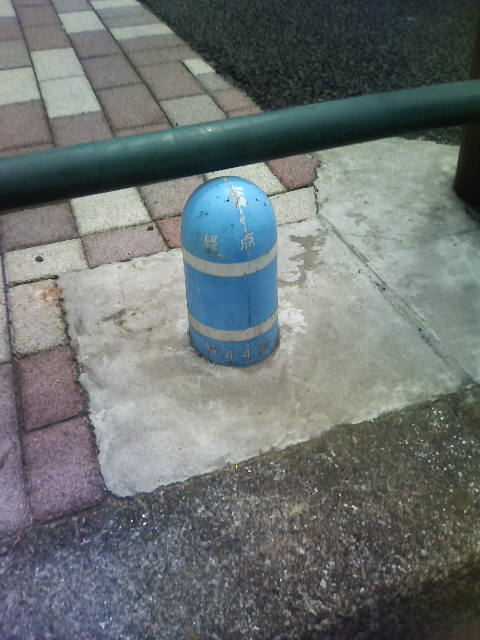
終点標

## 一般名称
- 旧埼玉道 起点 - 名称なし三叉路（練馬田柄東郵便局南）
- 大門通り 新大橋（石神井川） - 東京都道442号北町豊玉線（弁天通り）交点
- 弁天通り 練馬区道（大門通り）交点 - 練馬消防署前交差点（東京都道439号椎名町上石神井線交点）
- 豊玉庚申通り 練馬消防署前交差点（東京都道439号椎名町上石神井線交点） - 終点
通り沿いに存在した庚申市場（練馬区豊玉中三丁目14）に由来する。

## 通過する自治体
- 東京都
  - 練馬区

ただし、起点は板橋区に、終点は中野区に至近である。

## 交差する主な道路
- 名称なし交差点（東京都道311号環状八号線と東京都道441号池袋谷原線の重複区間）
- 練馬消防署前交差点（東京都道439号椎名町上石神井線）
- 練馬警察署南交差点（東京都道8号千代田練馬田無線）

## 特徴
全線にわたり狭隘。